# Ceremony (New Order)
Ceremony è una canzone del gruppo post-punk britannico Joy Division, pubblicata però come singolo di debutto della band rock-synthpop New Order il 6 marzo del 1981. Composta da Ian Curtis, Peter Hook, Stephen Morris e Bernard Sumner, venne di fatto registrata, così come il lato B In a Lonely Place, prima del suicidio di Curtis.
Venne ri-registrata con il nuovo membro Gillian Gilbert poco dopo l'uscita e ripubblicata a settembre dello stesso anno.

## Storia

### Joy Division
Ceremony è una delle ultime canzoni composte dai Joy Division, con Ian Curtis ancora a scrivere il testo. Ne esistono tre versioni registrate dal gruppo: la prima è dal vivo e presente in Still, album live del loro ultimo concerto tenutosi all'High Hall dell'Università di Birmingham il 2 maggio 1980; la seconda proviene da una sessione del 14 maggio 1980 (quattro giorni prima del suicidio del frontman), è contenuta nel box-set Heart and Soul ed è l'ultima registrazione in assoluto del gruppo; la terza infine, disponibile solo in bootleg, è parte di un soundcheck (in cui venne suonata anche Decades) pomeridiano di un concerto tenutosi il 2 maggio. In tutte e tre queste versioni, la voce di Curtis è quasi inaudibile.

### New Order
Dopo il decesso di Ian Curtis, i Joy Division si riformano come New Order e sotto questo nome la prima canzone da loro incisa fu proprio Ceremony (cantata dal chitarrista Bernard Sumner), pubblicata come singolo con In a Lonely Place sul lato B. Sumner affermò che dovette scandagliare le originali registrazioni del brano cantato dal compianto amico con un equalizzatore grafico per riuscire a trascrivere il testo.

#### Versione del marzo 1981

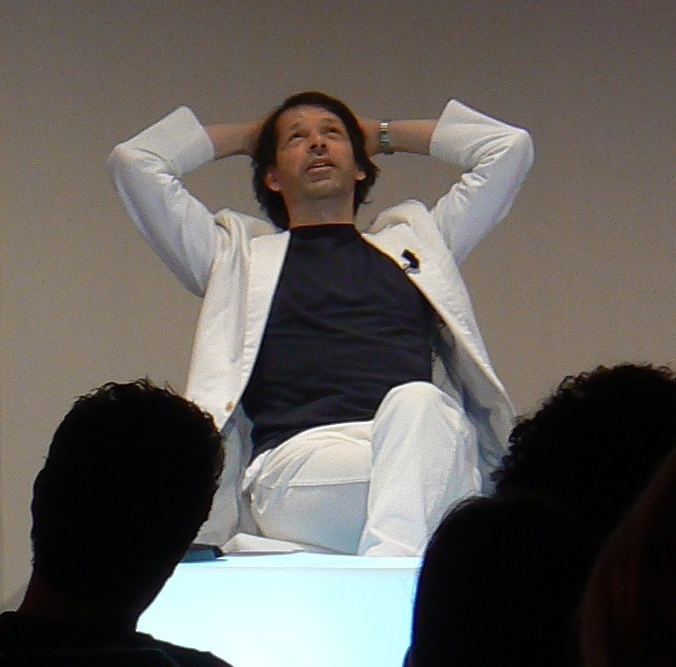
Peter Saville, il designer della copertina.

Nel marzo 1981, una prima versione di Ceremony venne rilasciata dalla Factory Records (FAC 33). Venne prodotto da Martin Hannett, già produttore dei Joy Division, e Peter Saville ne disegnò la copertina. La versione su vinile a sette pollici ebbe un involucro di color bronzo-oro, quella sul dodici pollici una scritta in oro su sfondo verde.

#### Versione del settembre 1981
La canzone venne ripubblicata a settembre dello stesso anno in una nuova versione in cui Gillian Gilbert, appena entrata nel gruppo, suonò la chitarra. Martin Hannett vestì nuovamente i panni del produttore. L'unico formato con cui venne rilasciata fu quello del vinile a dodici pollici con lo stesso numero di catalogo precedente (FAC 33). Mentre la versione di marzo dura 4:34 minuti, queste ne dura 4:23 e fu quella che venne inserita in tutte le antologie dei New Order, eccezion fatta per Singles del 2005, in cui invece fu inclusa la prima registrazione (per la prima volta su CD).

#### Differenze tra le due versioni
Le pubblicazioni di marzo e settembre 1981 di Ceremony si differenziano sotto numerosi aspetti. La prima ha uno stile smaccatamente "Joy Division", con basso pulsante, chitarra distorta, voci riverberate e solida batteria, mentre la seconda ha basso e percussioni meno aggressive e la voce è più asciutta. In particolare il suono della chitarra elettrica comincia ad essere quello che, da Movement in poi, distinguerà il "sound New Order". Inoltre i colpi di rullante nel verso iniziale sono drammaticamente filtrati nel mix e c'è un maggiore contrasto tra versi e ritornello, con le ultime sezioni che raggiungono parte del tono emotivo dell'originale. Nella versione di settembre anche il lato B In a Lonely Place è stato leggermente remixato, con l'aggiunta di effetti sonori di tuoni e tempeste che durano per tutta la canzone. Questo mix alternativo appare anche sul secondo disco di Substance e le successive compilation.
La copertina è stata cambiata in una color crema con una striscia blu verticale, sebbene con lo stesso motivo e la stessa tipografia dell'originale da vinile a dodici pollici. Esaurite le copie di questa edizione, venne rimessa sul mercato la custodia originale, sulla quale venne scritto "Watching love grow forever" ("Guardando l'amore che cresce per sempre"). La ri-registrazione invece riporta la frase "This is why events unnerve me." ("Questo è il motivo per cui gli eventi mi snervano"). Entrambe sono versi estratti dal testo del singolo.

### Ripubblicazione
Ceremony venne rilanciato sul mercato un'altra volta ancora nell'aprile 2011 per il Record Store Day in un'edizione limitata ad ottocento copie in vinile a 33 giri con copertina bianca. Presenta su un lato le registrazioni del singolo da parte dei New Order "pre-Gillian Gilbert" e In a Lonely Place, mentre sull'altro l'incisione dei Joy Division del brano contenuta in Heart & Soul (accorciata a 2:32 minuti) ed un take di In a Lonely Place completamente nuovo e di recente scoperta (della durata di 5:45 minuti e con la voce di Ian Curtis).

## Composizione
Ceremony è una canzone rock mid-tempo basata su due accordi impliciti, Do maggiore e Fa maggiore, intuibili dalla linea del basso. Non ci sono tastiere, che invece avevano caratterizzato il sound degli ultimi Joy Division e dei New Order. Nella sua registrazione originale, presentava un tempo più veloce di quello della re-registrazione di settembre, così come una produzione più pulita ed un effetto chitarristico più elaborato. Il sound si caratterizza per riverberi artificiali e ritmi dinamici, che si smorzano leggermente per divenire più tranquillo per l'assolo di chitarra, una pratica riportata dai New Order da Bernard Sumner.

## Cover
Ceremony è stata re-interpretata da numerosi artisti nel corso degli anni. Tra gli altri, si annoverano:
- I Radiohead per il loro "Thumbs Down" webcast il 9 novembre 2007.
- I Galaxie 500 per l'EP del 1989 Blue Thunder (e ripubblicata nell'album On Fire).
- I Xiu Xiu per il loro EP di debutto, Chapel of the Chimes
- I The Echoing Green.
- I The European Translation Of per l'antologia There is a Light That Never Goes Out[6]
- I The Morning Benders
- Ian McCulloch[7], che cantò la canzone anche con i New Order nel corso del Festival of the Tenth Summer.[8]
- I Chromatics nel dicembre 2012.
- Wussy il 16 aprile 2016 come speciale per il Record Store Day per Damnably & Shake It Records[9]
- Day Wave per il suo EP del 2015 Come Home Now / You Are Who You Are.

## Tracce
Testi e musiche di Ian Curtis, Peter Hook, Stephen Morris e Bernard Sumner.

### 7": FAC 33 (UK)
1. Ceremony - 4:34
2. In a Lonely Place - 4:35

### 12": FAC 33 (UK)
1. Ceremony - 4:34
2. In a Lonely Place - 6:12

- Solitamente in confezione verde.

### 12": FAC 33 (UK) Seconda stampa
1. Ceremony (versione di settembre 1981 con Gillian Gilbert) - 4:22
2. In a Lonely Place - 6:12

- Solitamente in confezione color crema e blu.

### 12": FAC 33 (UK) - 2011 Record Store Day
1. Ceremony - 4:34
2. In a Lonely Place - 6:12
3. Ceremony (Joy Division version) (dal box set Heart and Soul) - 4:14
4. In a Lonely Place (Joy Division version) (inedito) - 5:30

- Confezione bianca

## Classifiche
| Classifica (1981)         | Posizione massima |
| ------------------------- | ----------------- |
| Nuova Zelanda             | 7                 |
| Regno Unito               | 34                |
| Regno Unito (independent) | 1                 |
| Stati Uniti (dance club)  | 61                |